# 청해진해운
청해진해운(淸海鎭海運, 영어: Chonghaejin 또는 Cheonghaejin Marine Company Ltd.)은 1999년 3월 10일에 설립된 대한민국의 해상 여객 운송 기업이다.
인천-제주, 인천-백령도, 여수-거문도 등의 정기 연안여객선 사업을 주목적으로 하고 있으며, 인천-제주 간 노선은 독점 운항하여 왔다. 2010년 2월 22일에는 2대 주주로 있던 한강 수상택시 운영을 주목적으로 하는 수상 여객 운송기업 주식회사 즐거운서울을 흡수 합병하여 서울특별시 한강 수상택시 사업에 진출하였다. 상법상 본점 주소는 제주시 제주항 제1여객터미널로 되어 있으나 실제 본사 및 선적지(船籍地)의 기능을 수행하는 영업본부는 인천광역시 인천항 연안여객터미널 내에 두고 있다.
2014년 4월 16일에 일어난 세월호 침몰 사고의 책임을 물어, 동년 5월 12일자로 해양수산부로부터 인천~제주 항로의 연안여객선 운송 면허를 취소당하였으며, 5월 19일 1차 부도 처리되었다.

## 소유구조
청해진해운은 경영 자문 기업인 주식회사 아이원아이홀딩스의 계열사이며, 주요 주주는 선박 제조 기업 주식회사 천해지(39.4%), 대표이사 김한식(11.6%), 모기업 아이원아이홀딩스 (7.1%) 등이다. 천해지의 최대주주는 아이원아이홀딩스(42.81%)이며, 아이원아이홀딩스의 최대주주는 유혁기와 유대균으로 각각 19.44%의 주식을 소유하고 있다. '아이원아이홀딩스-천해지-청해진해운'으로 이어지는 소유구조이며, 아이원아이홀딩스의 최대주주인 유혁기와 유대균은 세모그룹 회장이었던 유병언의 아들이다.

## 역사
- 1999년 3월 10일: 회사 설립
- 1999년 7월: 인천~제주간(세모고속훼리 1호), 인천~백령도간(데모크라시 5호) 취항
- 2003년 3월: 오하마나호 취항
- 2004년 10월 10일: 고흥군 녹동~거문도간 취항(후에 여수~거문도로 변경)
- 2010년 2월 22일: 한강수상택시업자 즐거운서울 피흡수합병. 이후 청해진해운 한강사업본부로 운영.
- 2013년 3월 15일: 세월호 인천~제주 노선 운항 개시.
- 2014년 4월 16일: 세월호 침몰 사고
- 2014년 5월 12일: 인천~제주간 해상 여객운송 사업면허 취소[9][11]

## 보유 선박

### 인천~제주

#### 오하마나호
오하마나호(MV Ohamana)는 1989년 9월 일본 미쓰비시 중공업 시모노세키 조선소에서 건조한 카 페리선으로, 건조 후 일본 오시마 운수(현 마루에이 페리, 일본어: マルエーフェリー) 사에서 '페리 아케보노'(일본어: フェリーあけぼの. '아케보노마루'라고도 한다)라는 이름으로 가고시마시~오키나와현 나하시간을 2003년 2월까지 운항하였다. 퇴역 한 달 뒤인 2003년 3월에 청해진해운에서 인천~제주간을 운항하기 위해 들여왔다. 오하마나호는 2003년 3월 대한민국에 취항할 당시 695명에서 현재 35%가 증가한 937명으로 여객 정원이 늘었다. 화물수송 능력도 컨테이너 적재 한도가 109개에서 180개로 증가했다. 명칭의 유래는 동남 방언으로 '아니 벌써'라는 뜻이며, 2011년 4월과 2013년 2월 두 차례 바다에서 엔진 고장으로 5시간 동안 표류하여 이용객들이 불편을 겪은 적이 있다.

#### 세월호
세월호(世越號, MV Sewol)는 1994년 6월 일본 나가사키의 하야시카네 선거(林兼船渠)에서 건조한 여객·화물 겸용선(RoPax, RORO passenger)으로 일본 마루에이 페리(マルエーフェリー) 사에서 '페리 나미노우에'(일본어: フェリー波之上. '나미노우에마루'라고도 한다)라는 이름으로 18년 이상 가고시마~오키나와 나하 간을 운항하다가 2012년 9월 퇴역하였으며 청해진해운이 2012년 10월에 중고로 도입하여 개수 작업을 거친 후 2013년 3월부터 인천-제주 항로에 투입하였다. ‘세월호’의 이름은 대외적으로는 세상을 초월한다는 의미의 ‘세월(世越)로 알려져 있으나, 청해진해운 측에서는 ‘흘러가는 시간’을 뜻하는 세월(歲月)이라고 주장하고 있다. 여객 정원은 921명에 차량 220대를 실을 수 있으며, 21노트의 속도로 최대 264 마일을 운항하는 것으로 알려졌다. 2013년 1월 15일부터 인천과 제주를 잇는 항로에 투입돼 주 4회 왕복 운항하고 있다가 2014년 4월 16일 진도군 해상에서 침몰하였다.
사고가 나기 2달 전, 2014년 2월에 10일에 걸쳐 정밀검사를 받았었다고 한다.

### 인천~백령도
데모크라시 5호가 운항되고 있다. 세모 조선사업부(현 천해지)에서 1994년 건조된 선박으로, 선체 재료로 FRP를 사용하여 샌드위치공법으로 건조하였으며 물분사식(Water Jet) 쾌속선이다. 데모크라시 5호의 사양은 다음과 같다.
- 정원: 358명
- 전장(길이): 40m
- 선폭: 11.8m
- 중량(총톤수): 396톤
- 최고 속도: 40노트

청해진해운이 폐업 절차중인 2014년 12월 경매에서 한 사업자에가 팔려버렸다.

### 여수~거문도
(2019년 1월 14일 현재 운항하지 않은 상태)
데모크라시 1호와 오가고호가 운항되고 있다. 세모 조선사업부(현 천해지)에서 1992년 7월 건조된 선박으로, 물분사식(Water Jet) 쾌속선이다. 데모크라시 1호의 사양은 다음과 같다.
- 정원: 294명
- 전장(길이): 31.5m
- 선폭: 11.3m
- 중량(총톤수): 294톤
- 최고 속도: 35노트

### 한강 수상택시
190마력의 엔진으로 시속 60~65km 정도를 낼 수 있다.

## 세월호 침몰 사고
2014년 4월 16일 인천-제주 노선을 운행하던 선박 세월호가 전라남도 진도군 맹골수도 해역 인근에서 침몰하는 사고가 발생하였다. 그러나 선장을 포함한 승무원 대부분이 승객 대피를 무시한 채 먼저 대피하였고, 회사 측에서는 대책본부를 폐쇄해 물의를 빚고 있다.이 일로 인해 인천~제주간 운항면허를 잃고 폐업하게 되었다.

## 관련 회사
2014년 5월 청해진해운의 관계사는 70개에 이른다.
- 천해지: 아이원아이홀딩스 종속기업에서 관계회사로 변경됨.
- 아이원아이홀딩스
- 아해: 2014년 5월 19일 주식회사 정석케미칼로 상호변경. 일반용 도료 및 관련제품 제조업
  - 아해프레스프랑스: 프랑스 법인
- 세모
- 문진미디어: 서적, 잡지 및 신문 도매업
- 다판다: 기타 가공식품 도매업
- 온지구: 자동차 차체용 부품 제조업
- 국제영상: 광고영화 및 비디오물 제조업. 대표자 김경숙
- 트라이곤코리아
- 노른자쇼핑
- 한국제약: 합성염료, 유연제 및 기타착색제 제조업
- 온나라: 낙농품 도매업
  - 온나라유통: 낙농품 도매업
  - 다이아앤골드: 낙농품 도매업
- 늘징글벨랜드
- 새무리: 기타 가공식품 도매업
- SLPLUS
- 키솔루션
- 붉은머리오목눈이
- 세모신협
  - 한평신협
  - 안평신협
  - 전평신협
  - 남강신협
  - 탄방례신협
- 소쿠리상사: 커피 가공업
- 청초밭영농조합법인: 음료용 및 향신용 작물 재배업
- 더편한몸의원: 일반 의원. 역삼동 위치 한의원.
- 몽테크리스토카페: 서양식 음식점업
- 금오산맥2000: 한식 음식점업
- 드보브에갈레코리아: 낙농품도매업

## 같이 보기
- 세월호 침몰 사고
- 오대양 집단 자살 사건
- 유병언
- 구원파